# تاداس كليمافيتشيوس
تاداس كليمافيتشيوس (بالليتوانية: Tadas Klimavičius)‏ مواليد 10 أكتوبر 1982 في كاوناس، الجمهورية الليتوانية السوفيتية الاشتراكية، الاتحاد السوفيتي، هو لاعب كرة سلة ليتواني. بدأ مسيرته الاحترافية في سنة 2002. يحمل الرقم 15. حقق المركز الثالث في بطولة كأس العالم لكرة السلة 2010.

## المسيرة الاحترافية
لعب مع زالغيريس لكرة السلة في موسم 2002–2003، ثم لعب مع فابريانو باسكت في موسم 2004–2005، ثم لعب مع شياولياي من سنة 2005 إلى 2007، ثم لعب مع نادي أولمبيا لاريسا لكرة السلة في موسم 2007–2008، ثم لعب مع تليكوم باسكتس بون في الدوري الألماني من سنة 2014 إلى 2016، ثم لعب مع نادي نبتونس لكرة السلة في موسم 2016–2017.

## الميداليات
| الميدالية | المسابقة                         |
| --------- | -------------------------------- |
| برونزية   | بطولة كأس العالم لكرة السلة 2010 |

## إحصائيات المسيرة

### الدوري الأوروبي
| السنة   | الفريق              | لعب | بدأ | دقيقة | ميداني% | ثلاثية | حرة  | ارتداد | صنع | استلاب | تصدي | نقطة | أداء |
| ------- | ------------------- | --- | --- | ----- | ------- | ------ | ---- | ------ | --- | ------ | ---- | ---- | ---- |
| 2002–03 | زالغيريس لكرة السلة | 4   | 0   | 5.5   | .500    | .333   | .000 | .8     | .0  | .3     | .0   | 1.8  | .3   |
| 2008–09 | زالغيريس لكرة السلة | 10  | 0   | 13.0  | .548    | .000   | .375 | 3.2    | .3  | .4     | .6   | 3.7  | 4.2  |
| 2009–10 | زالغيريس لكرة السلة | 14  | 6   | 25.2  | .429    | .367   | .675 | 4.1    | .8  | .1     | .9   | 7.7  | 7.8  |
| 2010–11 | زالغيريس لكرة السلة | 16  | 7   | 16.0  | .462    | .231   | .727 | 2.9    | .4  | .3     | .3   | 3.9  | 2.4  |
| 2011–12 | زالغيريس لكرة السلة | 16  | 0   | 15.0  | .333    | .235   | .333 | 3.2    | .6  | .1     | .4   | 2.2  | 2.6  |
| 2013–14 | زالغيريس لكرة السلة | 22  | 3   | 13.5  | .514    | .111   | .609 | 3.7    | 1.2 | .3     | .4   | 4.2  | 6.0  |

## روابط خارجية
- تاداس كليمافيتشيوس على موقع الاتحاد الدولي لكرة السلة (الإنجليزية)
- تاداس كليمافيتشيوس على موقع الدوري الأوروبي لكرة السلة (الإنجليزية)
- تاداس كليمافيتشيوس على موقع كرة السلة الأوروبية.كوم (الإنجليزية)
- تاداس كليمافيتشيوس على موقع ريلجم (الإنجليزية)
- تاداس كليمافيتشيوس على موقع بروبوليرز (الإنجليزية)
- تاداس كليمافيتشيوس على موقع سبورتس رفرنس (الإنجليزية)